# Mark Strudal
Mark Strudal, född 29 april 1968, är en dansk före detta fotbollsspelare som spelade 9 landskamper och gjorde 3 mål för det danska fotbollslandslaget mellan 1988 och 1995. På senare år har han jobbat som manager för TV2 Zulus fotbollslag, och som lärare i Køge.